# Мартин, Альберт
Альберт Мартин (англ. Albert Martin; XIX век — XX век) — британский яхтсмен, чемпион летних Олимпийских игр 1908 года.
На Играх 1908 года в Лондоне Мартин соревновался в классе 12 м. Его команда выиграла две гонки и в итоге заняла первое место.